# El rival oscuro
El rival oscuro es la segunda novela de la serie Aprendiz de Jedi, basada en el universo de Star Wars, y está escrita por Jude Watson. Fue publicada por Scholastic Press en inglés (junio de 1999) y por Alberto Santos Editor en español.

## Argumento
Qui-Gon Jinn deberá reencontrarse con su pasado y enfrentarse a la situación de que su antiguo aprendiz Xanatos ha vuelto para causar problemas, sumido en el Lado Oscuro. Para ello contará con la ayuda del joven Obi-Wan Kenobi, al que rechaza como Padawan.